# CRIS contra el cáncer
La Fundación CRIS contra el cáncer  es una organización independiente y sin ánimo de lucro internacional fundada en 2010 y que trabaja con el objetivo de impulsar y fomentar la investigación contra el cáncer. CRIS es un acrónimo que parte de las siglas de Cancer Research Innovation Spain y actualmente opera en España, Francia y Reino Unido.

## Origen y ámbitos
La Fundación CRIS contra el cáncer se origina a partir de una estrategia patronal para trabajar en la erradicación del cáncer a través de la investigación científica, impulsando y dotando de recursos a la comunidad científica especializada.

## Áreas de actuación
El enfoque primordial de la Fundación CRIS contra el cáncer es combatir el cáncer desde la concienciación y sensibilización social y la captación de fondos destinados a sufragar, total o parcialmente, proyectos de investigación, con especial foco en investigación clínica. 
Entre sus proyectos actuales destacan los relacionados con el tratamiento y la investigación del cáncer infantil y en adultos.

### Proyectos en activo en la investigación y tratamiento del cáncer infantil
- Unidad CRIS de Terapias avanzadas para cáncer infantil en el Hospital Universitario de la Paz en Madrid.[3]

Bajo la dirección del Dr. Antonio Pérez Martínez, esta unidad, ubicada en el Hospital La Paz de Madrid, busca revolucionar el tratamiento del cáncer infantil mediante un enfoque multidisciplinar. Su equipo integra investigación avanzada, ensayos clínicos y terapias innovadoras, con un enfoque especial en el desarrollo de nuevas terapias celulares. Profesionales como médicos, investigadores, enfermeros, genetistas, inmunólogos y bioinformáticos trabajan conjuntamente para ofrecer tratamientos personalizados que permitan abordar los casos más complejos de cáncer infantil.
- Proyecto de investigación sobre la leucemia MLL en el Hospital San Joan de Déu de Barcelona.

- Proyecto de investigación del sarcoma de Ewing[4] en el Hospital Virgen del Rocío en Sevilla y la Universidad de Valencia.

- Proyecto de investigación de cáncer cerebral en niños en el Institute of Cancer Resarch de Londres (UK).

- Guía Clínica para el tratamiento del dolor en niños con cáncer de la Unidad de coordinación y desarrollo de la Investigación en enfermería.

### Proyectos en activo en la investigación y tratamiento del cáncer en adultos
- Unidad CRIS de Tumores Hematológicos.[5]

Liderada por el Dr. Martínez, esta unidad ubicada en el Hospital Doce de Octubre de Madrid, combina la investigación más avanzada, con la aplicación de nuevos tratamientos a pacientes e ensayos clínicos. A través de investigación de última generación, impulsa el desarrollo de nuevas terapias contra los tumores de la sangre y su aplicación en ensayos clínicos, incluyendo terapias celulares como CAR-T.
- Unidad de Inmuno-Oncología en el H12O.

Ubicada en el Hospital Doce de Octubre de Madrid, esta unidad es pionera en España en el abordaje de terapias inmunológicas. Está respaldada por dos de los investigadores más destacados del país en este ámbito, los Drs. Luis Paz-Ares y Luis Álvarez Vallina. Su enfoque integral la posiciona como referente en innovación terapéutica, desarrollando terapias inmunológicas para tumores sólidos y de la sangre a través de los últimos avances en ingeniería genética
- Unidad CRIS de Nuevas Terapias Experimentales Hospital Clínico San Carlos.

Esta unidad en el Hospital Clínico San Carlos de Madrid, liderada por el Dr. Alberto Ocaña, integra tres estructuras clave para el desarrollo de nuevas terapias oncológicas. Estas incluyen el Laboratorio de Oncología Traslacional, el Laboratorio de Screening de Nuevos Compuestos, una Unidad de Química Computacional y una Unidad de Fases I. Esta Unidad, dedicada al desarrollo de nuevos tratamientos para todo tipo de tumores sólidos, abarca todo el desarrollo de tratamientos de última generación, desde su identificación en el laboratorio hasta su aplicación a pacientes.
- Proyecto CRIS de inmunoterapia en melanoma.

La Dra. Rebeca González, del programa CRIS-Outback 2021, investiga el melanoma resistente a terapias dirigidas e inmunoterapia, un cáncer de piel agresivo que genera metástasis con frecuencia. Su objetivo es identificar los mecanismos que permiten a las células tumorales esquivar la inmunoterapia y encontrar estrategias farmacológicas para hacerlas más susceptibles a estos tratamientos. De esta manera, los investigadores pretenden desarrollar opciones terapéuticas eficaces para pacientes con pocas posibilidades de curación.
- Proyecto CRIS de Terapias Dirigidas en Cáncer de colon Metastásico.

El proyecto de la Dra. Mª Elena Élez está enfocado en mejorar las terapias para el cáncer de colon metastásico con errores en un gen llamado BRAF, uno de los subtipos más agresivos de este tumor. Su equipo trabaja en analizar por qué los tratamientos dirigidos contra BRAF no funcionan en algunas personas, identificando elementos que permitan predecir qué pacientes responderán mejor. Además, desarrollan modelos de laboratorio para probar estrategias terapéuticas innovadoras. Este proyecto busca ofrecer herramientas clínicas para personalizar tratamientos y mejorar el pronóstico de pacientes con esta forma de cáncer.
- Proyecto CRIS de Leucemia mieloide aguda.

El Dr. Alejo Rodríguez-Fraticelli lidera un proyecto innovador para estudiar célula por célula los mecanismos de resistencia en las células madre de leucemia, responsables de recaídas en la Leucemia Mieloide Aguda, una de las más agresivas. Utilizando tecnologías avanzadas, como la ingeniería genética y el seguimiento celular único, su equipo busca puntos débiles en estas células madre y los estudia en modelos de laboratorio basados en células humanas de pacientes reales. Este enfoque busca transformar el tratamiento de esta leucemia resistente, abriendo la puerta a terapias más efectivas y personalizadas.
- Proyecto CRIS de Cáncer de colon.

La Dra. Clara Montagut lidera una investigación para mejorar el tratamiento del cáncer colorrectal metastásico, el más frecuente en España. Su proyecto se centra en entender las resistencias a terapias dirigidas contra el receptor EGFR, clave en muchos de estos tumores. Para ello, el equipo de la Dra. Montagut utiliza análisis de ADN tumoral circulante (trocitos de ADN de las células tumorales que acaban en la sangre) y estudia las células Natural Killer (células con capacidad de eliminar tumores) para predecir la respuesta a tratamientos y desarrollar nuevas estrategias terapéuticas. Con este proyecto, se busca ofrecer opciones más eficaces y personalizadas para pacientes con cáncer de colon avanzado.
- Proyecto CRIS de Cáncer de ovario.

El Dr. Alberto Ocaña y el Dr. Atanasio Pandiella trabajan en un proyecto que investiga nuevas terapias para tratar el cáncer de ovario avanzado, enfocado en estrategias inmunológicas y tratamientos dirigidos contra puntos débiles de los tumores. Desarrollan anticuerpos unidos a fármacos para atacar específicamente las células tumorales, a la vez que trabajan en predecir qué pacientes responderán mejor a la inmunoterapia. Asimismo, estos investigadores tmabién se centran en buscar mecanismos para estimular células Natural Killer (unas células con capacidad de eliminar tumores) con el fin de mejorar la efectividad del tratamiento en pacientes con tumores avanzados.
- Proyecto CRIS de Cáncer de mama

Este proyecto, dirogido por el Dr. Atanasio Pandiella, busca nuevas terapias para los subtipos más agresivos de cáncer de mama: triple negativo y HER2+. Para tumores HER2+, los investigadores pretenden desarrollar estrategias para superar resistencias a tratamientos actuales. Por otra parte, para los tumores triple negativos, se está trabajando en teledirigir terapias con anticuerpos o combinar fármacos para evitar resistencias. Esta metodología innovadora podría transformar las opciones de tratamiento para pacientes con cáncer de mama difícil de tratar.
- Proyecto CRIS de cáncer de páncreas.

El Dr. Mariano Barbacid lidera un proyecto para desarrollar tratamientos innovadores contra el adenocarcinoma ductal de páncreas, el tumor más agresivo y letal de este órgano. Su equipo estudia cómo eliminar proteínas clave como Raf1, EGFR y STAT3, con el fin de frenar el crecimiento tumoral, mientras busca identificar nuevas dianas terapéuticas. Este enfoque podría revolucionar las opciones de tratamiento para pacientes diagnosticados con este cáncer de alta mortalidad.
- Proyecto de investigación de cáncer de próstata en el Centro Nacional de Investigaciones Oncológicas (CNIO) y el Instituto de biomedicina de Málaga (IBIMA).

- Proyecto de investigación de cáncer de mama en el Complejo Hospitalario Universitario de Albacete (CHUA) y el Centro de Investigación del Cáncer en Salamanca (CIC).